# اسکاراماگاس
اسکاراماگاس (به لاتین: Skaramagas) یک شهرک در یونان است که در Chaidari Municipality واقع شده‌است.